# Maska antysmogowa
Maska antysmogowa, maska przeciwsmogowa – określenie stosowane wobec sprzętu indywidualnej ochrony układu oddechowego mającego chronić użytkownika przed szkodliwym działaniem wysokich stężeń zanieczyszczeń powietrza zwłaszcza w rejonach zurbanizowanych i przemysłowych. Działanie masek antysmogowych polega na oczyszczaniu wdychanego powietrza z części bądź z większości substancji niebezpiecznych, takich jak np. aerozole atmosferyczne.

## Problem zanieczyszczeń powietrza
Duży poziom zanieczyszczeń obecnych w powietrzu na obszarach zurbanizowanych wynika przede wszystkim ze spalania paliw w transporcie i w gospodarstwach domowych, niekiedy także ze zlokalizowanego w pobliżu miast przemysłu. Współwystępowanie sprzyjających warunków atmosferycznych i zanieczyszczeń powietrza może prowadzić do powstawania smogu. Wśród monitorowanych zanieczyszczeń w Unii Europejskiej znajdują się aerozole atmosferyczne (PM10 i PM2,5), dwutlenek siarki (SO
2), dwutlenek azotu (NO
2), tlenek węgla (CO), benzen (C
6H
6), ozon (O
3) oraz szereg metali ciężkich (arsen, kadm, nikiel, ołów) i benzo[a]piren oznaczane w pyle PM10. Dla substancji tych określone są odpowiednie poziomy, które nie powinny być przekraczane z uwagi na zdrowie ludzi. Narażenie na wysokie stężenia zanieczyszczeń atmosferycznych może prowadzić do negatywnych skutków zdrowotnych, m.in. ze strony układu oddechowego i układu krwionośnego (szczególnie u ludzi starszych, kobiet w ciąży, dzieci i osób chorujących już na choroby tych układów).
Problem jakości powietrza w Polsce uległ poprawie względem przełomu lat 80. i 90. XX wieku. Mimo to wciąż występują znaczne przekroczenia określonych stężeń zanieczyszczeń powietrza, zwłaszcza pyłu PM10 i benzo[a]pirenu w okresie zimowym, ozonu w okresie letnim oraz pyłu PM2,5. Przykładowo w ramach rocznej oceny jakości powietrza na 2012 rok tylko w 8 z 46 stref uzyskało klasę A (nieprzekroczenie poziomu dopuszczalnego) dla pyłu PM10, 21 stref dla pyłu PM2,5 i 4 strefy dla benzo[a]pirenu. Ponadto w tym samym roku 16 z 23 monitorowanych miast i aglomeracji nie dotrzymało poziomu stężenia pyłu PM2,5.

## Rodzaje masek antysmogowych

### Półmaski filtrujące

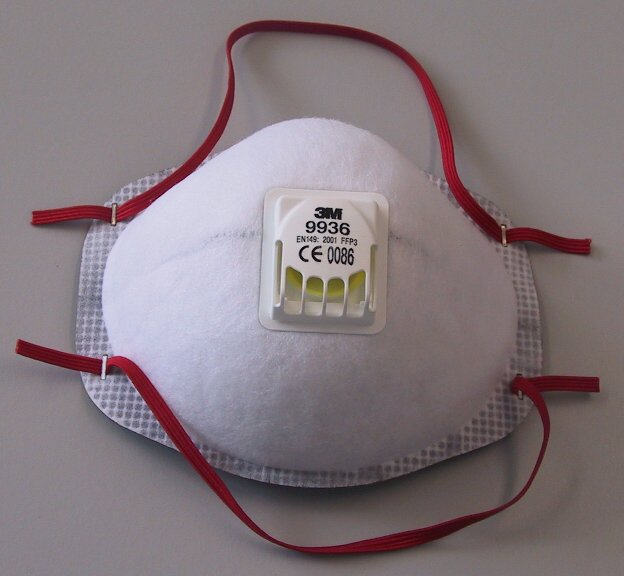
Półmaska filtrująca klasy FFP3 firmy 3M z zaworem wydechowym

Półmaski filtrujące (tzw. maski przeciwpyłowe) stosowane są w szerokim zakresie prac, przy których mogą wydzielać się cząstki ciał stałych (np. w postaci pyłów), czy też alergeny bądź aerozole biologiczne. W maskach tych całe wdychane powietrze przechodzi przez materiał filtracyjny.

#### Półmaski filtrujące w Unii Europejskiej
Wymagania jakie spełniać muszą tego typu maski określa w Unii Europejskiej norma EN 149:2001+A1:2009. Norma ta dzieli maski na trzy klasy (FFP1, FFP2 i FFP3) w zależności od stopnia ochrony użytkownika wobec aerozoli.
W przypadku masek filtrujących bierze się pod uwagę szereg parametrów, m.in.:
- penetracja – maksymalny stopień w jakim pyły i dymy mogą przedostawać się do obszaru pod maską; badana z wykorzystaniem dwóch aerozoli (chlorku sodu i oleju parafinowego) przy objętościowym natężeniu przepływu wynoszącym 95 l/min
- całkowity przeciek wewnętrzny – maksymalny stopień nieszczelności maski wynikający z niecałkowitego przylegania maski do skóry twarzy oraz ewentualnych nieszczelności zaworu wydechowego
- opory oddychania – maksymalne opory jakie może stawiać maska podczas oddychania; maksymalne wartości określone są przy minutowej wentylacji płuc dla wdechu wynoszącej 30 i 95 l/min oraz dla wydechu przy 160 l/min; dla porównania: wysiłek fizyczny w postaci jazdy na rowerze to średnio 20–30 l/min[10], natomiast wyjątkowo intensywny wysiłek fizyczny z użyciem sprzętu ochrony dróg oddechowych może prowadzić do wzrostu minutowej wentylacji płuc nawet do kilkuset l/min[11].

| Parametr                          | Parametr                                       | FFP1                                            | FFP2                                              | FFP3                                              | Źródło |
| --------------------------------- | ---------------------------------------------- | ----------------------------------------------- | ------------------------------------------------- | ------------------------------------------------- | ------ |
| Opis                              | Opis                                           | niski poziom ochrony, stężenie aerozolu ≤ 4×NDS | średni poziom ochrony, stężenie aerozolu ≤ 10×NDS | wysoki poziom ochrony, stężenie aerozolu ≤ 20×NDS | [ 12 ] |
| Skuteczność filtracji [%]         | Skuteczność filtracji [%]                      | 80                                              | 94                                                | 99                                                | [ 13 ] |
| Całkowity przeciek wewnętrzny [%] | dla 92% testujących                            | 25                                              | 11                                                | 5                                                 | [ 14 ] |
| Całkowity przeciek wewnętrzny [%] | dla 80% średnich wyników każdego z testujących | 22                                              | 8                                                 | 2                                                 | [ 14 ] |
| Maksymalne opory oddychania [Pa]  | wdech (30 l/min)                               | 60                                              | 70                                                | 100                                               | [ 14 ] |
| Maksymalne opory oddychania [Pa]  | wdech (95 l/min)                               | 210                                             | 240                                               | 300                                               | [ 14 ] |
| Maksymalne opory oddychania [Pa]  | wydech (160 l/min)                             | 300                                             | 300                                               | 300                                               | [ 14 ] |

Półmaski tego typu nie zapewniają ochrony przed substancjami gazowymi, a więc np. przed frakcją gazową spalin samochodowych. Ponadto są najmniej skuteczne wobec cząstek stałych o średnicy rzędu 0,1–0,7 μm. Mimo że średnia średnica cząstek chlorku sodu i oleju parafinowego stosowanego przy testowaniu wyrobów mieści się w tym zakresie, to w niektórych przypadkach skuteczność półmasek może być obniżona. Może mieć to miejsce np. w przypadku cząstek stałych obecnych w spalinach z silników Diesla, przy których skuteczność filtracji może spaść do wielkości rzędu 55,5% w przypadku biodiesela, a więc znacznie poniżej deklarowanych skuteczności.
Istnieją również maski filtrujące z warstwą pochłaniającą węgla aktywowanego, jednak jeżeli ich klasa ochronna oznaczana jest symbolem „FF” (a nie „FM”) to, o ile mogą zwiększać komfort użytkowania maski, nie stanowią środków filtrująco-pochłaniających zgodnie z normą.

#### Półmaski filtrujące w Stanach Zjednoczonych

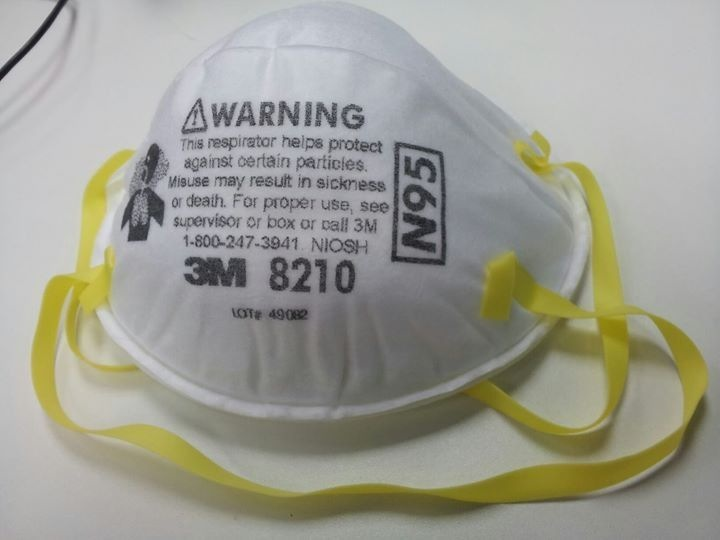
Półmaska filtrująca N95 firmy 3M

W Stanach Zjednoczonych podział półmasek filtrujących określa prawo federalne (42 CFR Part 84) i wyróżnione są trzy klasy: N, R i P (N – brak szczelności względem olejów, R – szczelne wobec olejów, P – olejoodporne), a dla każdej z klas – trzy poziomy skuteczności (95%, 99% i 99,97%), przy czym maski klasy R przeznaczone są do użytku jednorazowego (podczas jednej zmiany 8-godzinnej), a maski N i P mogą być maskami wielokrotnego użytku. Organem powołanym do certyfikowania masek jest National Institute for Occupational Safety and Health.

### Półmaski filtrująco-pochłaniające

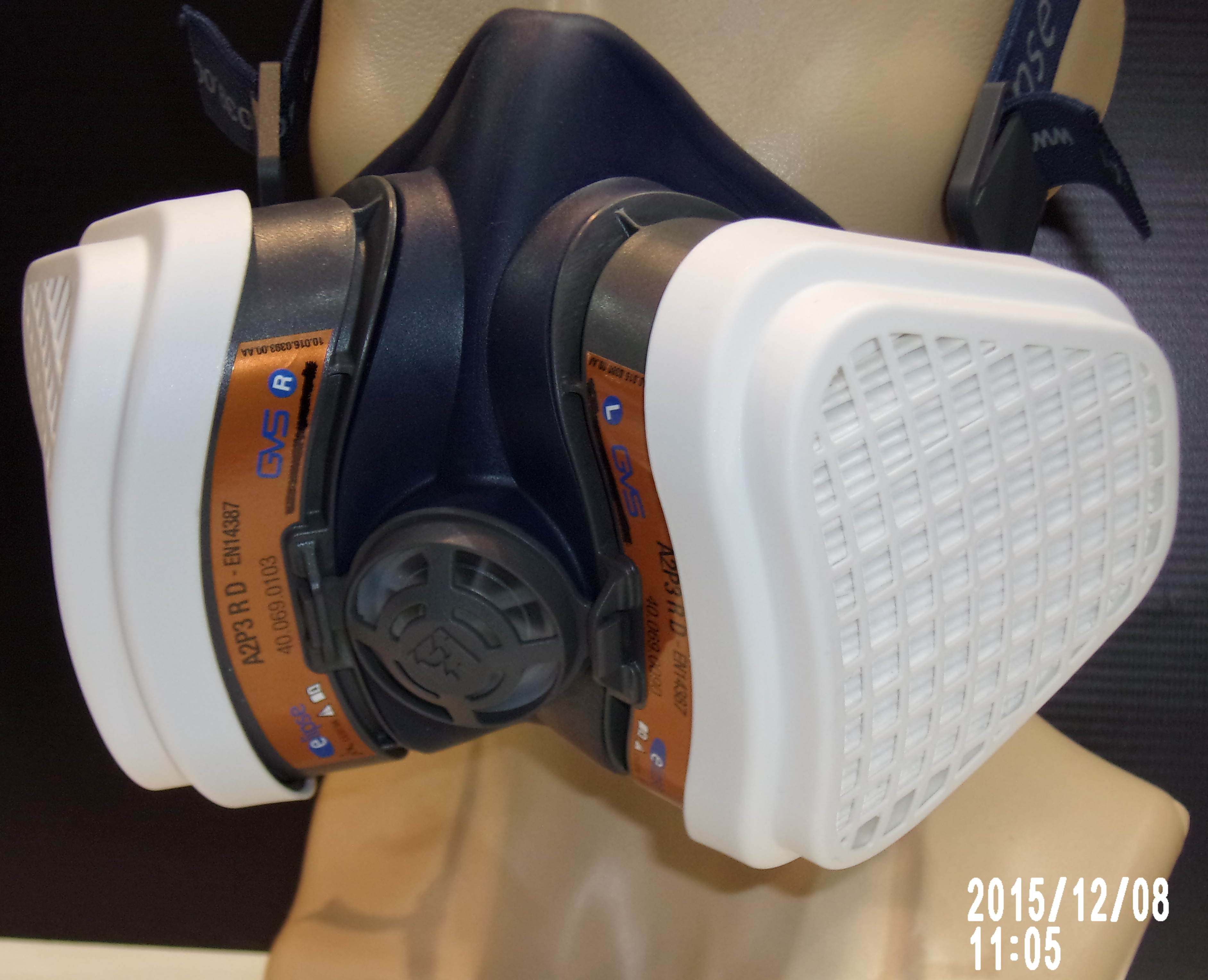
Półmaska filtrująco-pochłaniająca z filtropochłaniaczem A2P3

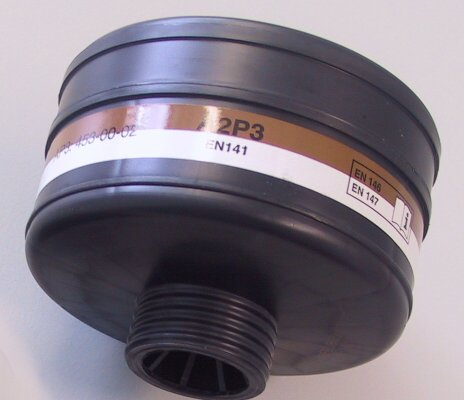
Filtropochłaniacz A2P3

Półmaski filtrująco-pochłaniające łączą w sobie działanie filtrujące cząstki stałe oraz pochłanianie zanieczyszczeń gazowych. Mogą być stosowane w postaci masek z wymiennymi filtropochłaniaczami bądź też tylko z wymiennymi filtrami (przy niewymiennym pochłaniaczu). W Unii Europejskiej maski te podlegają normie EN 405:2001+A1:2009, filtry – EN 143:2000+A1:2006, natomiast pochłaniacze i filtropochłaniacze – EN 14387:2004+A1:2008.
Filtry w maskach filtrująco-pochłaniających oznacza się klasami P1, P2 lub P3 (w zależności od penetracji, wynoszącej odpowiednio 20%, 6%, 0,05%). Pochłaniacze znakowane są jednym z symboli i kolorów:
- A (brązowy) – określone pary i gazy organiczne o temperaturze wrzenia powyżej 65 °C
- AX (brązowy) – określone pary i gazy organiczne o temperaturze wrzenia poniżej 65 °C
- B (szary) – określone pary i gazy nieorganiczne z wyjątkiem tlenku węgla
- E (żółty) – dwutlenek siarki i inne określone gazy i pary kwaśne
- K (zielony) – amoniak i inne określone organiczne pochodne amoniaku
- SX (fioletowy) – substancje określone przez producenta
- NO-P3 (niebieski i biały) – tlenki azotu
- Hg-P3 (czerwony i biały) – pary rtęci

Dodatkowo każdy z pochłaniaczy ma określoną klasę ochronną (1 – gazy lub pary o stężeniu objętościowym w powietrzu nie przekraczającym 0,1%; 2 – nie przekraczającym 0,5%; 3 – nie przekraczającym 1%). Przykładowo filtropochłaniacz oznaczony jako A2P3 będzie składał się z filtra klasy P3 i pochłaniacza klasy A2. Użytkowanie maski filtrująco-pochłaniającej wymaga więc dostosowania klasy i rodzaju pochłaniacza do konkretnych substancji, gdyż nie chronią one przed całym możliwym zakresem zanieczyszczeń powietrza.

## Zastosowanie masek do zmniejszenia narażenia na zanieczyszczenia powietrza
Nie istnieją żadne zalecenia dotyczące tego, jakich środków ochrony powinny używać osoby narażone na zanieczyszczenia powietrza. Ponadto obowiązujące normy i uregulowania dotyczą masek przeznaczonych do zmniejszenia narażenia zawodowego, nie ma zaś norm odnoszących się do masek przeznaczonych dla ogółu ludności w celu ochrony przed zanieczyszczeniami powietrza. Jednakże do ograniczenia narażenia ludności na pyły wykorzystywane mogą być maski filtrujące spełniające istniejące normy dotyczące bezpieczeństwa pracy. Ważne jest jednak przy tym, aby maska było poprawnie założona i odpowiednio dopasowana, by uniknąć nieszczelności i wdychania nieprzefiltrowanego powietrza. W lutym 2017 roku Centralny Instytut Ochrony Pracy wydał komunikat, w którym stwierdził, że w przypadku narażenia na wysokie stężenia pyłów, zalecane może być stosowanie przez część osób półmasek filtrujących. Ostrzegł przy tym przed stosowaniem masek niespełniających norm. O ile maski filtrujące zdolne zmniejszyć narażenie na pyły są powszechnie dostępne, o tyle nie ma pochłaniaczy, które zapewniłyby ochronę przed wszystkimi zanieczyszczeniami gazowymi obecnymi w powietrzu.

### Środki niezalecane do ochrony przed zanieczyszczeniami powietrza

#### Maski do użytku ogólnego, chirurgiczne, rowerowe czy chusty
Do środków ochrony dróg oddechowych, które nie są zalecane w przypadku zanieczyszczeń powietrza należą m.in. maski chirurgiczne, gdyż przeznaczone są do ochrony przed kroplami lub cząstkami o średnicy większej niż 100 μm. Nieskuteczne mogą być również chusty bądź maski produkowane dla ogółu społeczeństwa, np. maski dla rowerzystów. W 2009 roku przeprowadzono badania z wykorzystaniem m.in. półmaski filtrującej klasy FFP1 oraz kilku masek przeznaczonych dla rowerzystów. Maski przeznaczone dla rowerzystów okazały się być przynajmniej kilkukrotnie mniej skuteczne – penetracja rzędu 15–45% w porównaniu do 3,4% dla maski filtrującej FFP1. W południowokoreańskim badaniu z 2014 roku sprawdzono skuteczność 44 różnych dostępnych masek według norm miejscowych i amerykańskich (NIOSH). Maski przeznaczone do użytku ogólnego (indywidualnej ochrony przed zanieczyszczeniami powietrza) charakteryzowały się średnią penetracją rzędu 45–77%, a chusty – niemal 100%. Zdaniem autorów badania, środki te nie miały w praktyce żadnych funkcji ochronnych.

#### Maski z filtrem „typu HEPA”
HEPA to rodzaj filtra, który (według standardu amerykańskiej Occupational Safety and Health Administration) filtruje przynajmniej 99,97% cząstek stałych o średnicy 0,3 μm. Standard ten wskazuje jednocześnie, że odpowiednikami tego rodzaju filtra są certyfikowane przez NIOSH filtry N100, R100 i P100 stosowane w maskach filtrujących. Oznaczenie HEPA stosowane jest również w przypadku filtrów stosowanych w aparatach z wymuszonym obiegiem powietrza (PAPR) certyfikowanych przez NIOSH. W Unii Europejskiej natomiast termin HEPA stosuje się w odniesieniu do filtrów powietrza stosowanych w wentylacji, klimatyzacji czy procesach technicznych (m.in. w normie EN 1822-1:2009). W sprzedaży znajduje się jednak wiele produktów reklamowanych jako zawierających filtry „typu HEPA” („HEPA-Type”, „HEPA-like” itp.), które jednak nie spełniają żadnych norm, a skuteczność tego typu filtrów dla cząstek 0,3 μm może być w rzeczywistości mniejsza niż 55%. Maski mające zawierać filtr HEPA są również polecane w mediach jako środki ochrony przed smogiem.

#### Maski nieposiadające wymaganych oznaczeń
W sprzedaży dostępne są też maski, które wyglądem przypominają maski filtrujące, jednak nie posiadają znaku CE bądź oznaczenia normy. Niekiedy mogą one na opakowaniu zawierać informację o tym, że nie chronią układu oddechowego. Zdarza się również, że producenci wykorzystują tylko część wymaganych oznaczeń, stosują oznaczenia łudząco podobne do wymaganych przez normy bądź też zapewniają o zgodności masek z normami mimo braku odpowiednich wymaganych badań.

### Oznaczenia masek spełniających normy
Maski filtrujące i filtrująco-pochłaniające, które przeszły badania i ich skuteczność jest zgodna z normami, mają szereg oznaczeń. Na oznakowanie masek składa się klasa ochronna:
- FFP1, FFP2, FFP3 – dla masek filtrujących,
- FMP1, FMP2, FMP3 – dla masek filtrująco-pochłaniających zawierających warstwę pochłaniającą,
- typ i klasa pochłaniacza oraz klasa filtra w przypadku masek filtrująco-pochłaniających (np. filtropochłaniacz może być oznaczony jako A1P2, a cała maska z filtropochłaniaczem jako FFA1P2),

numer odpowiedniej normy europejskiej, prawidłowy znak CE oraz opcjonalnych symboli (NR – maska jednorazowego użytku, R – wielokrotnego użytku, D – spełnianie wymagań badania zatkania pyłem dolomitowym). Maska nie zawierająca któregoś z tych oznaczeń nie jest maską zgodną z normami.